# Maria Francesca di Oettingen-Spielberg
Maria Francesca di Oettingen-Spielberg (nata Maria Franziska Luise; Oettingen in Bayern, 21 maggio 1703 – Sigmaringen, 29 novembre 1737) è stata principessa consorte di Hohenzollern-Sigmaringen dal 1722 al 1737, come moglie di Giuseppe Federico Ernesto.

## Biografia
La contessa Maria Francesca nacque a Oettingen in Bayern nel 1703, e fu la settima tra i figli di Francesco Alberto e della baronessa Johanna Margaretha von Schwendi a raggiungere la maturità.
Sposandolo il 20 maggio del 1722 nella propria città natale, divenne la prima moglie di Giuseppe Federico Ernesto di Hohenzollern-Sigmaringen.
Morì assieme alla sua sesta figlia nel giorno in cui la diede alla luce, il 29 novembre 1737.

## Discendenza
Maria Francesca di Oettingen-Spielberg e Giuseppe Federico Ernesto di Hohenzollern-Sigmaringen ebbero due figli e quattro figlie:
- Principe Carlo Federico (1724-1785);
- Contessa Maria Giovanna (1726-1793);
- Contessa Amalia (Castello di Sigmaringen, 8 maggio 1729 - Castello di Sigmaringen, 4 marzo 1730);
- Conte Mainardo (Castello di Sigmaringen, 22 ottobre 1732 - Castello di Sigmaringen, 8 giugno 1733);
- Contessa Maria Anna Teresa (nata e morta nel castello di Sigmaringen il 16 agosto 1736);
- Una figlia (nata e morta a Sigmaringen il 29 novembre 1737).

## Ascendenza
|                                          |                         |                                 | Genitori                                                    |  |  | Nonni |  |  | Bisnonni                                   |  |  | Trisnonni                              |  |
|                                          |                         |                                 |                                                             |  |  |       |  |  | Johann Albrecht von Oettingen zu Spielberg |  |  | Wilhelm III von Oettingen zu Spielberg |  |
|                                          |                         |                                 |                                                             |  |  |       |  |  | Johann Albrecht von Oettingen zu Spielberg |  |  | Wilhelm III von Oettingen zu Spielberg |  |
|                                          |                         | Elisabeth Fugger                |                                                             |  |  |       |  |  | Johann Albrecht von Oettingen zu Spielberg |  |  |                                        |  |
| Johann Franz von Oettingen zu Spielberg  |                         |                                 |                                                             |  |  |       |  |  | Johann Albrecht von Oettingen zu Spielberg |  |  |                                        |  |
|                                          |                         | Maria Gertrud zu Pappenheim     | Veit zu Pappenheim                                          |  |  |       |  |  |                                            |  |  |                                        |  |
|                                          |                         | Maria Gertrud zu Pappenheim     | Veit zu Pappenheim                                          |  |  |       |  |  |                                            |  |  |                                        |  |
|                                          |                         | Maria Gertrud zu Pappenheim     | Maria Salome von Preising                                   |  |  |       |  |  |                                            |  |  |                                        |  |
| Francesco Alberto di Oettingen-Spielberg |                         | Maria Gertrud zu Pappenheim     |                                                             |  |  |       |  |  |                                            |  |  |                                        |  |
|                                          |                         | Johann Jakob von Attems         | Hermann von Attems                                          |  |  |       |  |  |                                            |  |  |                                        |  |
|                                          |                         | Johann Jakob von Attems         | Hermann von Attems                                          |  |  |       |  |  |                                            |  |  |                                        |  |
|                                          |                         | Johann Jakob von Attems         | Ursula Breuner zu Stübing                                   |  |  |       |  |  |                                            |  |  |                                        |  |
| Ludovica Rosalia von Attems              |                         | Johann Jakob von Attems         |                                                             |  |  |       |  |  |                                            |  |  |                                        |  |
|                                          |                         | Judith Maria von Tattenbach     | Johann Christoph von Tattenbach                             |  |  |       |  |  |                                            |  |  |                                        |  |
|                                          |                         | Judith Maria von Tattenbach     | Johann Christoph von Tattenbach                             |  |  |       |  |  |                                            |  |  |                                        |  |
|                                          |                         | Judith Maria von Tattenbach     | Judith Rösch von Sunntberg                                  |  |  |       |  |  |                                            |  |  |                                        |  |
| Maria Francesca di Oettingen-Spielberg   |                         | Judith Maria von Tattenbach     |                                                             |  |  |       |  |  |                                            |  |  |                                        |  |
|                                          | Maximilian von Schwendi | Alexander von Schwendi          |                                                             |  |  |       |  |  |                                            |  |  |                                        |  |
|                                          | Maximilian von Schwendi | Alexander von Schwendi          |                                                             |  |  |       |  |  |                                            |  |  |                                        |  |
|                                          | Maximilian von Schwendi | Regina Vöhlin von Frickenhausen |                                                             |  |  |       |  |  |                                            |  |  |                                        |  |
| Franz Ignaz von Schwendi                 | Maximilian von Schwendi |                                 |                                                             |  |  |       |  |  |                                            |  |  |                                        |  |
|                                          |                         | Marie Helene von Leonrod        | Georg Wilhelm von Leonrod                                   |  |  |       |  |  |                                            |  |  |                                        |  |
|                                          |                         | Marie Helene von Leonrod        | Georg Wilhelm von Leonrod                                   |  |  |       |  |  |                                            |  |  |                                        |  |
|                                          |                         | Marie Helene von Leonrod        | Maria Anna von Riedtheim                                    |  |  |       |  |  |                                            |  |  |                                        |  |
| Johanna Margaretha von Schwendi          |                         | Marie Helene von Leonrod        |                                                             |  |  |       |  |  |                                            |  |  |                                        |  |
|                                          |                         | Christoph Rudolf Fugger         | Johann Ernst Fugger                                         |  |  |       |  |  |                                            |  |  |                                        |  |
|                                          |                         | Christoph Rudolf Fugger         | Johann Ernst Fugger                                         |  |  |       |  |  |                                            |  |  |                                        |  |
|                                          |                         | Christoph Rudolf Fugger         | Margareta von Bollweiler                                    |  |  |       |  |  |                                            |  |  |                                        |  |
| Maria Margareta Fugger                   |                         | Christoph Rudolf Fugger         |                                                             |  |  |       |  |  |                                            |  |  |                                        |  |
|                                          |                         | Maria Anna von Montfort-Peggau  | Hugo XVIII von Montfort                                     |  |  |       |  |  |                                            |  |  |                                        |  |
|                                          |                         | Maria Anna von Montfort-Peggau  | Hugo XVIII von Montfort                                     |  |  |       |  |  |                                            |  |  |                                        |  |
|                                          |                         | Maria Anna von Montfort-Peggau  | Johanna Euphrosyne Reicherbtruchsessin von Waldburg-Wolfegg |  |  |       |  |  |                                            |  |  |                                        |  |
|                                          |                         | Maria Anna von Montfort-Peggau  |                                                             |  |  |       |  |  |                                            |  |  |                                        |  |